# Січеннікова Лідія Юріївна
Лі́дія Ю́ріївна Січе́ннікова — українська спортсменка-лучниця, Заслужений майстер спорту зі стрільби з лука (2016 чемпіонат Європи, 1 місце), І юнацьких Олімпійських ігор 2010, учасниця Олімпійських ігор 2012, 2016, 2020

## Життєпис
Стрільбою з лука займається із 2006-го. 2010-го закінчила чернівецьку ЗОШ № 27, вступила до Чернівецького торговельно-економічного інституту.
В лютому 2015-го обвінчалася із Михайлом Косташем.

## Спортивні досягнення
2008-го в місті Нова Каховка посіла перше місце на юнацькій першості України.
У січні 2012-го встановила юніорський рекорд Європи — в першій серії з 60 пострілів набрала 584 очка (попередній рекорд 582).
У січні 2013-го покращила свій же рекорд, набравши 588 очок, співрекордсменка — Анастасія Павлова.
29 травня 2016 року у британському місті Ноттінгем у складі збірної України зі стрільби з класичного лука (жіночі збірні) стала чемпіонкою Європи — разом із Анастасією Павловою та Веронікою Марченко.
Указом Президента України № 336/2016 від 19 серпня 2016 року нагороджена ювілейною медаллю «25 років незалежності України».

### Виступи на Олімпіадах
| Олімпіада   | Дисципліна                | Стадія     | Супротивник | Рез         | Місце | Стадія | Супротивник                      | Рез     | Місце | Стадія | Супротивник   | Рез | Місце | Загальне місце |
| Лондон 2012 | Стрільба з лука. Особисті | Попередній | -           | 645 (18;5)  | 32    | 1 коло | Mulyuk-Timofeyeva (Беларусь)     | 5/6     | 2     | -      | -             | -   | -     | 33             |
| Лондон 2012 | Стрільба з лука. Команда  | Попередній | -           | 1868(45;15) | 12    | 1 коло | Япония                           | 192/207 | 2     | -      | -             | -   | -     | 9              |
| Ріо 2016    | Стрільба з лука. Особисті | Попередній | -           | 630 (21;6)  | 32    | 1 коло | Phutkaradze-Narimanidze (Грузія) | 7/1     | 1     | 2 коло | Chang (Корея) | 2/6 | 2     | 17             |
| Ріо 2016    | Стрільба з лука. Команда  | Попередній | -           | 1890        | 8     | 1 коло | Япония                           | 2/6     | 2     | -      | -             | -   | -     | 9              |